# Avenue de Stalingrad (Saint-Denis)
Pour les articles homonymes, voir Avenue de Stalingrad.
L'avenue de Stalingrad est une voie de communication de Saint-Denis. Elle suit le tracé de la route départementale D 29.

## Situation et accès

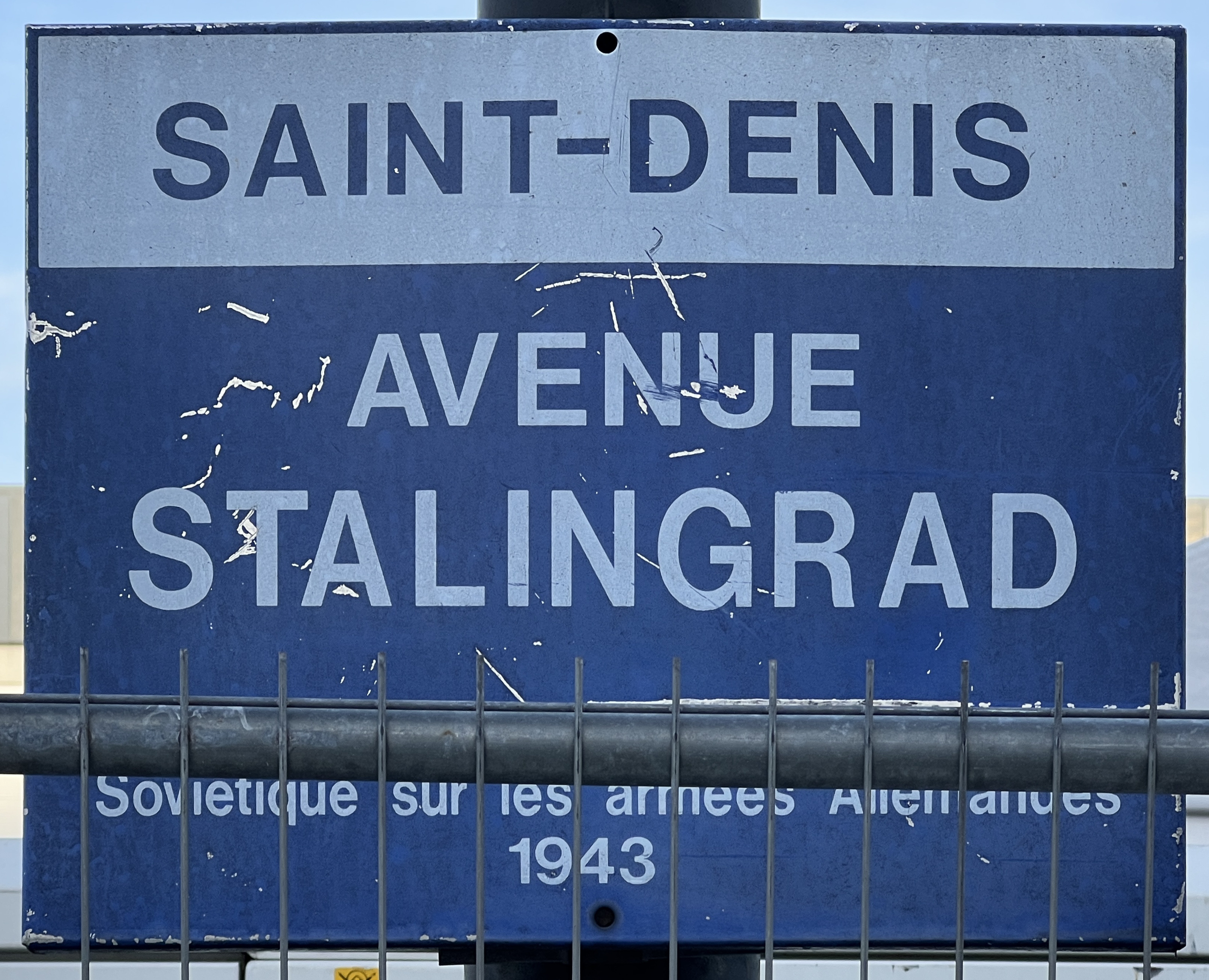
Plaque Avenue de Stalingrad

Cette avenue croise notamment l'avenue Lénine. Elle est prolongée à l'est par l'avenue de Stalingrad à Stains, qui s'appelait également autrefois « route de Gonesse ».
Elle est desservie par la station de métro Saint-Denis - Université sur la ligne 13 du métro de Paris. 

## Origine du nom
Le nom de cette avenue commémore la bataille de Stalingrad remportée par l'Union Soviétique sur les armées allemandes du 19 septembre 1942 au 2 février 1943.

## Historique
On relève pour cette voie, l'appellation « route de Gonesse » en 1858. Elle prend son nom actuel le 20 février 1946.
Au no 3, à l'emplacement du dépôt de la RATP se trouvait la première usine à gaz de la ville.

## Bâtiments remarquables et lieux de mémoire

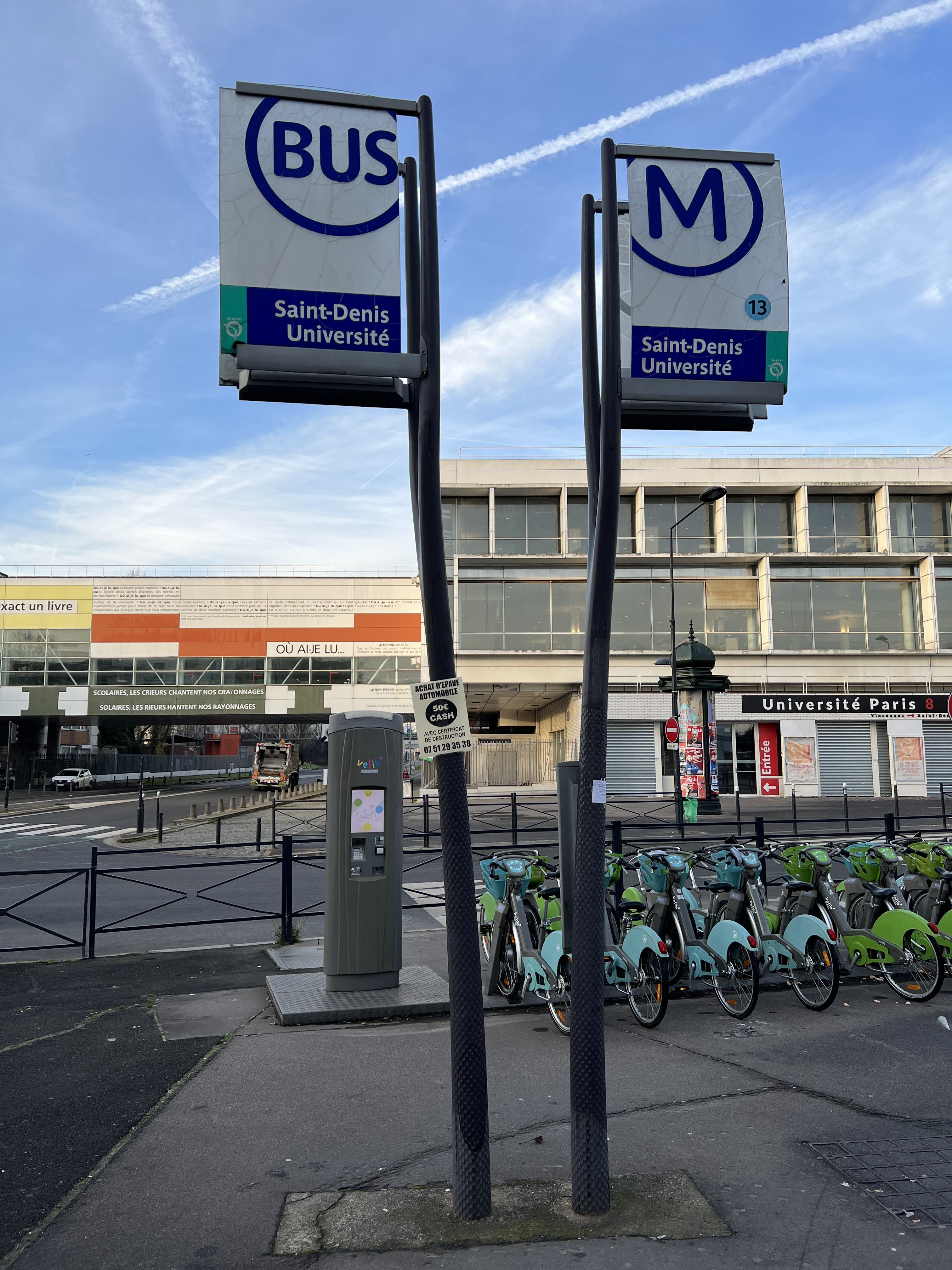
Panneaux de la station de métro.

- au no 4 se trouve le gymnase de l'abbé Joly, siège de l'Avant-Garde de Saint-Denis
- Université Paris-VIII, dite Université de Saint-Denis.
- Vélodrome municipal, construit dans les années 1930[6].
- Ferme pédagogique de Saint-Denis[7], dite Ferme ouverte de Saint-Denis, dernière ferme maraîchère du XIXe siècle encore en exploitation dans la ville[8]. Le site abrite des agriculteurs et jardiniers depuis 1746[9].
- Au no 58, la cité Salvador-Allende, comportant un des immeubles les plus élevés du département de la Seine-Saint-Denis[10].